# 斗六南聖宮
23°42′03″N 120°33′31″E / 23.700815°N 120.558725°E
斗六南聖宮，簡稱南聖宮，位於臺灣雲林縣斗六市，為鸞堂體制的關帝廟。

## 歷史
此廟原本位於於斗六市大同路，1967年動土，於1971年落成。
1976年文化大革命時，一尊來自中國的關公神像海飄至雲林縣海濱，被漁夫安置於漁村半年之久，後爲某古董商所收購，收蔵於臺北市廣州街。該古董商幾經走訪皆難供奉本神像。台北某些信士得悉，付巨額謝金，暫接駕到台北市復興南路某信眾家，經清洗修飾安粉再奉送到此廟。此尊神像高一丈二尺一寸二分、重約六百多台斤的樟木雕刻，據時任國立歷史博物館館長何浩天及神像雕刻專家鑑定雕刻手法及刻紋型態判斷，係出自明朝初期之雕刻。
此尊神像使得各地前來參觀之香客絡繹不絕，位於大同路的五百坪舊殿難容納，後經信徒大會在1976年夏天決定遷宮，遷於現址南聖路三0一號。此現址地乃昔日稱為番仔溝的一部分，中国国家博物馆研究員、前保護科技部主任周寶中曾和雲林科技大學文化資產維護研究所所長陳木杉，在該廟後花園與水池旁發現大量的番仔溝遺址古物，是繼梅林遺址及坪頂遺址後，台灣史前時期人類活動的重要發現。1998年拆除舊殿，所供奉神像於新宮安置，之後逐漸擴充新宮建築，2009年關平太子、周倉將軍神像開光。
2014年6月21日，中華民國總統馬英九至此廟參加中國國民黨雲林縣黨部的固本會議。

## 外部連結
- 官方网站